# Педро Енріке Сілва дос Сантос
Педро Енріке Сілва дос Сантос, відоміший під коротшим прізвиськом Педро (порт. Pedro Henrique Silva dos Santos; нар. 5 лютого 2006, Сан-Паулу) — бразильський футболіст, нападник російського «Зеніта» та молодіжної збірної Бразилії.

## Клубна кар'єра
Народився 5 лютого 2006 року в місті Сан-Паулу. Вихованець юнацьких команд клубу «Корінтіанс». У дорослому футболі дебютував 2023 року виступами за його головну команду «Корінтіанс», в якій протягом сезону взяв участь у 15 матчах чемпіонату. 
До лав російського «Зеніта» (Санкт-Петербург) перейшов у лютому 2024 року за 9 мільйонів євро. Того ж року став у складі нової команди володарем Кубка Росії.

## Виступи за збірні
2022 року дебютував у складі юнацької збірної Бразилії (U-16), загалом на юнацькому рівні взяв участь у 8 іграх, відзначившись 3 забитими голами.
З 2023 року залучається до складу молодіжної збірної Бразилії. На молодіжному рівні зіграв у 8 офіційних матчах, забив 2 голи.

## Статистика виступів

### Статистика клубних виступів
Станом на 5 лютого 2024
| Сезон             | Команда           | Чемпіонат         | Чемпіонат | Чемпіонат | Національний кубок | Національний кубок | Національний кубок | Континентальні кубки | Континентальні кубки | Континентальні кубки | Інші змагання | Інші змагання | Інші змагання | Усього | Усього | Усього |
| Сезон             | Команда           | Ліга              | Ігор      | Голів     | Ліга               | Ігор               | Голів              | Ліга                 | Ігор                 | Голів                | Ліга          | Ігор          | Голів         | Ігор   | Голів  |        |
| ----------------- | ----------------- | ----------------- | --------- | --------- | ------------------ | ------------------ | ------------------ | -------------------- | -------------------- | -------------------- | ------------- | ------------- | ------------- | ------ | ------ | ------ |
| 2023              | «Корінтіанс»      | ЛП+A              | 1+15      | 1         | КБ                 | 1                  | 0                  | КЛ+ПАК               | 3+1                  | 0                    |               | -             | -             | 21     | 1      |        |
| 2023–24           | «Зеніт»           | A                 | 0         | 0         | КІ                 | 0                  | 0                  |                      | -                    | -                    |               | -             | -             | 0      | 0      |        |
| Усього за кар'єру | Усього за кар'єру | Усього за кар'єру | 16        | 1         |                    | 1                  | 0                  |                      | 4                    | 0                    |               | -             | -             | 21     | 1      |        |

## Титули і досягнення
- Володар Кубка Росії (1):

«Зеніт»: 2023-2024